# Voltar atrás para Quê?
Voltar atrás para quê? é o título de um livro, publicado em 1954 por Irene Lisboa.
Como escreve Paula Morão no livro Irene Lisboa – Vida e Escrita:Tal como acontece em Começa uma Vida, também este livro se estrutura em fragmentos de duração variável, em incursões no passado que o presente tenta julgar e compreender; para tal se procede por reconstituição, usando vários modos de explorar e aumentar o saber – mesmo quando ele colide com uma dor que leva à elisão, à repetição, ao “voltar atrás” por outro via
Foi reeditado pela editora Editores Associados (colecção Livros Unibolso) e pela terceira vez em 1994 pela Editorial Presença. 

## Relevância da obra
A alma de uma adolescente é posta a nu. As alegrias e os sofrimentos, as perplexidades e os deslumbramentos de uma rapariga que abre para a vida. O mundo secreto de um ser - necessariamente, ainda frágil e hesitante - revelado tal qual. Irene Lisboa, com a objectividade, a frieza e segurança dos grandes mestres, descreve-nos tudo quanto se passa no interior da sua heroína, em páginas de uma simplicidade inigualável. E, em páginas pungentes. Mas..., quem é a heroína desta espantosa novela - verdadeira obra-prima da Literatura - , que nos aparece agredida e ferida pelo mundo, pelas pessoas? Indiscutivelmente, a própria autora. «Voltar atrás para quê?» tem um sabor único a confissão terrível, que se levou a limites quase insuportáveis e que nos empolga e comove. «Voltar atrás para quê?» é um grito - que ressoará, para sempre, dentro de quem o ler. Unanimemente considerada a maior escritora da língua portuguesa de sempre, Irene Lisboa só se pode comparar, por exemplo, a criadores da altura e da estirpe de um Tchekov, de uma Katherine Mansfield, de um Dostoievski, de um Proust e, na dimensão trágica, de um Camilo Castelo Branco[carece de fontes?].